# Dunkle Knötericheule
Die Dunkle Knötericheule (Dypterygia scabriuscula), auch als Trauereule bezeichnet, ist ein Schmetterling (Nachtfalter) aus der Familie der Eulenfalter (Noctuidae).

## Merkmale

### Imago
Die Falter erreichen eine Flügelspannweite von 32 bis 38 Millimetern. Die Vorderflügel sind schwarzbraun. Am unteren Außensaum befindet sich ein gelbbraun gefärbter, durch eine
geschwungene Linie begrenzter und in der Mitte leicht eingeschnürter Fleck. Die Makeln sind undeutlich und schwarz umrandet. Die Hinterflügel sind zeichnungslos graubraun. Am Kopf befindet sich ein auffälliger bräunlicher Haarschopf, dem weitere, kleinere am Hinterleib folgen. Der Rüssel ist stark ausgebildet.

### Ei
Die Eier sind kugelig mit kräftigen, scharfen Längsrippen und von zunächst hellgelber, später
rötlicher Farbe. Der untere Pol ist stark abgeflacht.

### Raupe

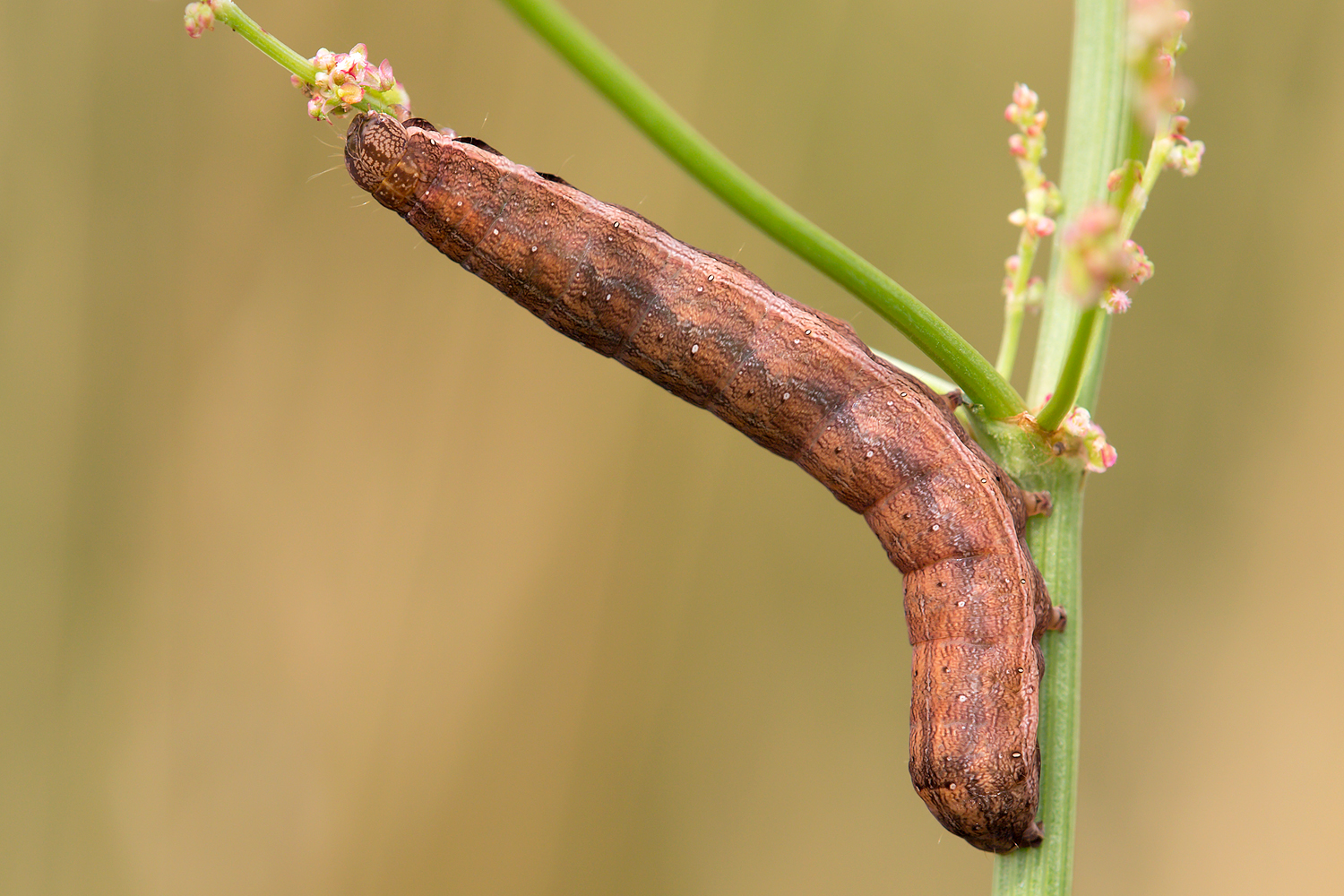
Raupe der 2. Generation; an Sauerampfer

Die Raupen wirken plump und walzig, haben eine hellbraune Färbung mit dunkler Marmorierung und eine dunkel eingefasste weiße Rückenlinie sowie weißliche Seitenstreifen über denen dunkle Schrägstriche erkennbar sind.

### Puppe
Die Puppe  ist glänzend rotbraun  mit zwei langen Dornen am Kremaster.

## Vorkommen
Die Art kommt in Europa weit verbreitet vor, in den Alpen bis auf eine Höhe von 1.500 Metern. Das Vorkommen umfasst verschiedenste Gebiete und reicht von sonnigen Hängen, Lichtungen, Wiesentälern und Mooren, bis zu Gärten und Parklandschaften.

## Lebensweise
Die Falter sind nachtaktiv. Sie fliegen künstliche Lichtquellen an, sind aber auch sehr eifrige Besucher von Ködern. Die Dunkle Knötericheule fliegt in zwei sich überschneidenden Generationen von Ende Mai bis Ende September. Die Raupen der ersten Generation leben ab September, überwintern erwachsen und verpuppen sich überwiegend im April des folgenden Jahres. Die Raupen der zweiten Generation findet man im Juni und Juli.
Sie ernähren sich von den Blättern diverser niedriger Pflanzen, wie zum Beispiel Knöterich (Persicaria), Sauerampfer (Rumex) und
Löwenzahn (Taraxacum).

## Gefährdung
Die Art ist nicht gefährdet.